# José Piedad Bejarano
José Piedad Bejarano Sosa, conocido como El Vale Bejarano (Alvarado, Veracruz, circa 1860 - ibídem, 29 de junio de 1929) fue un trovador y repentista mexicano, a quien se le atribuyen una gran cantidad de versos y glosas utilizadas en sones jarochos.

## Semblanza biográfica
Sus padres fueron Piedad Bejarano y Rosario Sosa. Al igual que su padre, fue pescador. No asistió a ninguna escuela, a pesar de no haber tenido preparación escolar, su léxico era amplio y su facilidad para improvisar versos admirable. Pasó su adolescencia en Acula, municipio ubicado en las llanuras del Sotavento en el estado de Veracruz, precisamente, de donde se considera originario el son jarocho.
Vivió durante la época del porfiriato, y, hacia el ocaso de su vida, la transición del México postrevolucionario. Para componer sus versos utilizó las formas de cuartetas, sextetas, octetos y en ocasiones, las décimas. Sus versos reflejan las cosas cotidianas de la vida y son narrados de forma picaresca, abundan los versos dedicados al amor y a la mujer, aunque algunos otros aluden a los hechos históricos ocurridos en México, tales como críticas antimaderistas o referencias a la ocupación estadounidense de Veracruz de 1914.

Mis versos no tienen tasa

ni tampoco entonación,

esto por pobre me pasa,

si tuviera ilustración,

sería un Antonio Plaza

o un Salvador Díaz Mirón.

No soy poeta ilustrado

me falta confinatura,

una, o no he conocido

y para entrar en figura,

le hace falta a mi sentido

solamente la lectura.

Se afirma que poco antes de morir improvisó un verso, el cual se incluye en el son jarocho La morena de Lorenzo Barcelata:

La muerte me hace conquista

de diferentes maneras,

yo no le pierdo la vista

me dicen que es traicionera

y me trae en una lista

donde hay muchas calaveras.

La muerte a fuerza me llama

y yo no la puedo ver,

va y se me arrima a la cama

y le dice a mi mujer:

alístalo que mañana

temprano vengo por él.

En 1978, Alejandro Hernández Zamudio recopiló algunos de sus versos y los publicó con el título de Anecdotario poético del Vale Bejarano. En 2003, Raúl Hernández Uscanga realizó una investigación al respecto de su vida, la cual presentó en forma de tesis con el título José Piedad Bejarano (Alvarado, Veracruz, 1860-1929).